# Paul Koech
Pour les articles homonymes, voir Koech.
Ne doit pas être confondu avec Paul Kipsiele Koech.
Paul Kipsilgich Koech (né le 25 juin 1969 à Burnt Forest dans le district de Uasin Gishu et mort le 3 septembre 2018 à Nairobi) est un athlète kényan spécialiste des courses de fond.

## Carrière
En 1996 à Yaoundé, Paul Koech devient champion d'Afrique du 5 000 m devant son compatriote Simon Chemoiywo. Il se classe par la suite sixième du 10 000 m lors des Jeux olympiques d'Atlanta et termine au pied du podium des Championnats du monde d'Athènes, en 1997. 
Il obtient le plus grand succès de sa carrière lors de la saison 1998 en remportant la médaille d'or des Championnats du monde de semi-marathon à Zurich. Auteur de la meilleure performance de sa carrière sur la distance avec le temps de 1 h 00 min 01, il devance le Sud-africain Hendrick Ramaala et le Marocain Khalid Skah.
Le Kényan obtient plusieurs places d'honneur lors des Championnats du monde de cross-country, terminant notamment deuxième de la course individuelle en 1998, derrière son compatriote Paul Tergat.
Il meurt après une courte maladie en 2018.
Paul Koesh est l'oncle de Sally et de Florence Barsosio.

## Palmarès
| Date | Compétition                            | Lieu      | Place | Épreuve       |
| ---- | -------------------------------------- | --------- | ----- | ------------- |
| 1996 | Championnats d'Afrique                 | Yaoundé   | 1er   | 5 000 m       |
| 1996 | Jeux olympiques                        | Atlanta   | 6e    | 10 000 m      |
| 1997 | Championnats du monde de cross         | Turin     | 4e    | Course longue |
| 1997 | Championnats du monde                  | Athènes   | 4e    | 10 000 m      |
| 1997 | Finale du Grand Prix                   | Fukuoka   | 3e    | 10 000 m      |
| 1998 | Championnats du monde de cross         | Marrakech | 2e    | Course longue |
| 1998 | Championnats du monde de semi-marathon | Zurich    | 1er   | Individuel    |
| 1999 | Championnats du monde de cross         | Belfast   | 6e    | Course longue |
| 2000 | Championnats du monde de cross         | Vilamoura | 6e    | Course longue |
| 2003 | Championnats du monde de cross         | Lausanne  | 5e    | Course longue |

## Records personnels
- 10 000 m : 26 min 36 s 26 (1997)
- Semi-marathon : 1 h 00 min 01 s (1998)
- Marathon : 2 h 07 min 07 s (2003)